# NGC 1795
NGC 1795 ist die Bezeichnung eines offenen Sternhaufens im Sternbild Schwertfisch des New General Catalogues. Der Offene Sternhaufen wurde im Jahr 1826 von James Dunlop mit einem 9-Zoll-Teleskop entdeckt.  Der Sternhaufen liegt in der großen Magellanschen Wolke.